# Rutka
Rutka (rusky Рутка) je řeka v Marijské republice v Rusku. Je 197 km dlouhá. Povodí má rozlohu 4080 km².

## Průběh toku
Ústí zleva do Volhy.

## Vodní stav
Zdroj vody je převážně sněhového. Nejvyšších vodních stavů dosahuje od dubna do května. Průměrný roční průtok vody ve vzdálenosti 51 km od ústí činí 7,32 m³/s. Zamrzá v listopadu až na začátku prosince a rozmrzá v dubnu.

## Využití
Řeka je splavná.